# Dirección de Operaciones (Israel)
El Directorio de Operaciones (en hebreo: אגף המבצעים) (transliterado: Agaf HaMivtzaim) es una rama del Cuartel General de las FDI. El Directorio, junto con los mandos regionales, es el responsable de la planificación y el uso de la fuerza militar. Desde septiembre del año 2012, está dirigido por el General Yoav Har Even.

## Tareas
- La responsabilidad de preparar a las FDI para la guerra, las emergencias, la seguridad, la coordinación, y la planificación operativa.
- La responsabilidad de integrar una aproximación operativa siguiendo la política nacional de seguridad según la doctrina militar.
- Coordinar los esfuerzos del Cuartel General en términos de ejercer la fuerza junto con los otros cuerpos y las otras ramas de la seguridad, y crear recomendaciones para la aprobación de la rama política.
- Enseñar a los mandos regionales, la Fuerza Aérea, la Armada, el Cuartel General del Ejército, la rama Tecnológica y Logística, los Recursos Humanos, Los Servicios de Inteligencia Militar, con respecto al uso y el ejercicio de la fuerza y su coordinación.

## Unidades
- La División Operativa
- La División de Instrucción y Doctrina
- El Portavoz de las FDI
- La División de Medios Especiales
- El Departamento de Diseño
- El Centro de Operaciones
- El Departamento de Inspección y Supervisión
- El Departamento de Seguridad del Cuartel General

## Comandantes
Esta lista incluye aquellos que sirvieron como comandantes de operaciones desde el mes de noviembre de 1947. Esta lista incluye al Comandante del Haganá Yigael Yadin, quien sirvió durante la guerra de la independencia. 
| Nombre              | Inicio de término         | Final de término         |
| ------------------- | ------------------------- | ------------------------ |
| Yigael Yadin        | 1947 de noviembre del 16  | 9 de noviembre de 1949   |
| Mordechai Maklef    | 1949 de noviembre del 14  | 7 de diciembre de 1952   |
| Moshe Dayan         | 1952 de diciembre del 17  | 6 de diciembre de 1953   |
| Yosef Avidar        | 1953 de diciembre del 22  | 15 de febrero de 1955    |
| Meir Amit           | 1955 de febrero del 23    | 28 de mayo de 1955       |
| Haim Laskov         | 1955 de agosto del 28     | 24 de julio de 1956      |
| Meir Amit           | 1956 de julio del 24      | 26 de enero de 1958      |
| Tzvi Tzur           | 1958 de enero del 26      | 10 de septiembre de 1958 |
| Meir Zorea          | 1958 de septiembre del 10 | 28 de abril de 1959      |
| Yitshaq Rabbín      | 1959 de abril del 28      | 23 de enero de 1961      |
| Yitshaq Rabbín      | 1961 de enero del 23      | 30 de diciembre de 1963  |
| Haim Bar-Lev        | 1964 de enero del 01      | 27 de abril de 1966      |
| Ezer Weizman        | 1966 de abril del 27      | 14 de diciembre de 1969  |
| David Elazar        | 1969 de diciembre del 23  | 1 de enero de 1972       |
| Israel Tal          |                           | 28 de junio de 1973      |
| Rehavam Ze'evi      | 1973 de noviembre del 2   | 16 de enero de 1974      |
| Yitzhak Hofi        | 1974 de enero del 16      | 16 de abril de 1974      |
| Herzl Shafir        | 1974 de abril del 16      | 1 de marzo de 1976       |
| Yekutiel Adam       | 1976 de marzo del 2       | 25 de agosto de 1977     |
| Rafael Eitan        | 1977 de agosto del 25     | 7 de abril de 1978       |
| Yekutiel Adam       | 1978 de abril del 7       | 1 de enero de 1982       |
| Moshe Levi          |                           | 1 de enero de 1983       |
| David Ivry          |                           | 17 de enero de 1985      |
| Dan Shomron         | 1985 de enero del 17      | 1 de octubre de 1986     |
| Amir Drori          | 1986 de octubre           | 6 de abril de 1987       |
| Ehud Barak          | 1987 de mayo del 7        | 13 de marzo de 1991      |
| Amnon Lipkin-Shahak | 1991 de marzo del 13      | 29 de noviembre de 1994  |
| Matan Vilnai        | 1994 de noviembre del 29  | 15 de septiembre de 1997 |
| Shaul Mofaz         | 1997 de septiembre del 15 | 11 de junio de 1998      |
| Uzi Dayan           | 1998 de junio del 11      | 27 de junio de 1999      |
| Dan Halutz          | 1999 de junio del 27      | 15 de septiembre de 2000 |
| Giora Eiland        | 2000 de septiembre del 15 | 25 de enero de 2001      |
| Dan Harel           | 2001 de enero del 26      | 1 de enero de 2003       |
| Israel Ziv          |                           | 1 de enero de 2005       |
| Gadi Eizenkot       | 2005 de junio             | 12 de octubre de 2006    |
| Tal Russo           | 2006 de octubre del 12    | 4 de octubre de 2010     |
| Yaakov Ayash        | 2010 de octubre del 4     | 6 de septiembre de 2012  |
| Yoav Har Even       | 2012 de septiembre del 6  | 26 de mayo de 2015       |
| Nitzan Alon         | 2015 de mayo del 26       | -                        |